# Polzunov (cratère)
Polzunov est un cratère d'impact lunaire situé sur la face cachée de la Lune. Il se trouve juste au sud-sud-est du plus grand cratère de Seyfert (en). À l'ouest-sud-ouest se trouve le cratère Deutsch, et un peu plus loin vers le sud-sud-est se trouve le cratère d'Olcott (en).

## Cratères satellite
Les cratères dit satellites sont de petits cratères situés à proximité du cratère principal, ils sont nommés du même nom mais accompagnés d'une lettre majuscule complémentaire (même si la formation de ces cratères est indépendante de la formation du cratère principal). Par convention ces caractéristiques sont indiquées sur les cartes lunaires en plaçant la lettre sur le point le plus proche du cratère principal. 
Liste des cratères satellites de Polzunov :
| Polzunov | Latitude | Longitude | Diamètre | Image |
| -------- | -------- | --------- | -------- | ----- |
| J        | 23.6° N  | 117.4° E  | 30 km    |       |
| N        | 23.7° N  | 113.8° E  | 35 km    |       |